# Anita de Cussara
Anita (Anitta) era o rei de Cussara, sendo considerado pelos hititas como um dos fundadores de sua linhagem real, vivida durante o século XVII a.C. (de acordo com a cronologia do Antigo Oriente). Filho do rei Pitana, começou sua carreira em Cussara, mas depois da conquista de Nesa (possivelmente no tempo de seu pai), mudou sua capital para esta cidade.

## Reinado
Ele teve que enfrentar a deserção de Piusti, o rei de Hatusa, que ameaçou quebrar seu predomínio político sobre a Anatólia. Anita empreendeu a guerra contra Piusti e finalmente conseguiu derrotá-lo e matá-lo em batalha. Os restos do exército de Piusti se refugiaram em Hatusa, então Anita cortou as linhas de suprimento desta cidade e a sujeitou à fome, até que, informado pelos espiões, não havia mais guerreiros em Hatusa que pudessem pegar em armas, capturado. Como exemplo de seu poder, Anita preencheu a cidade com maldições sagradas, e semeou-a com zaheli, uma planta espinhosa.
As riquezas que Anita saqueou em Hatusa serviram para construir um grande palácio em Nesa. Como conseqüência de sua primazia, recebeu o título de "grande rei", tendo sido sucedido por seu filho, Tudália.[carece de fontes?]
É o autor da Proclamação Anita, o mais antigo texto conhecido escrito na língua hitita (e nas línguas indo-europeias) - o segundo mais antigo é o Rigveda, composto no Paquistão um século depois - no qual ele trata dos eventos que levaram à fundação do Império Hitita.[carece de fontes?]